# Repubblica Dominicana ai Giochi della XXXI Olimpiade
La Repubblica Dominicana ha partecipato ai Giochi della XXXI Olimpiade, che si sono svolti a Rio de Janeiro, Brasile, dal 5 al 21 agosto 2016, con una delegazione di 26 atleti impegnati in 11 discipline. Portabandiera alla cerimonia di apertura è stato il quattrocentista Luguelín Santos, alla sua seconda Olimpiade.
La squadra dominicana, alla sua quattordicesima partecipazione ai Giochi estivi, ha conquistato una medaglia di bronzo con il taekwondoka Luisito Pié.

## Medagliere

### Per disciplina
| Sport     | Oro | Argento | Bronzo | Totale |
| --------- | --- | ------- | ------ | ------ |
| Taekwondo | 0   | 0       | 1      | 1      |
| Totale    | 0   | 0       | 1      | 1      |

### Medaglie
| Medaglia | Atleta      | Sport     | Evento |
| -------- | ----------- | --------- | ------ |
| Bronzo   | Luisito Pié | Taekwondo | 58 kg  |